# Кажоейра-ду-Сул
Кажоейра-ду-Сул (порт. Cachoeira do Sul) — місто і муніципалітет в бразильському штаті Ріу-Гранді-ду-Сул. Відділився від муніципалітету Ріу-Парду в 1820 році. Назва походить від колишнього водоспаду (від порт. cachoeira — «водоспад») на річці Жакуі́, де зараз розташований міст Фандангу. Під час війни Фаррапус місто було однією із столиць Ріограндійської республіки.